# 12 × 5
12 × 5 è il secondo album in studio della discografia statunitense dei Rolling Stones, pubblicato nel 1964. Venne pubblicato in concomitanza con il secondo tour statunitense del gruppo ed è una versione ampliata dell'EP inglese Five by Five. Il titolo sta ad indicare le dodici canzoni suonate dai cinque componenti.

## Storia
Dopo le sessioni di registrazione a Chicago nel giugno 1964, l'etichetta britannica del gruppo, la Decca Records, pubblicò un EP di cinque canzoni, Five by Five, ma, poiché gli EP non erano ritenuti un formato redditizio negli Stati Uniti, la London Records, il distributore americano all'epoca, preferì pubblicare un LP aggiungendovi altri 7 brani raggiungendo così il numero complessivo di 12 brani suonati dai 5 membri, da cui il titolo dell'album. I nuovi brani erano tratti dai singoli It's All Over Now e Time Is on My Side con i relativi lati B, più tre brani ancora non pubblicati nel Regno Unito e che furono poi inclusi nel secondo album britannico del gruppo, The Rolling Stones No.2, pubblicato lo stesso anno.

## Accoglienza
L'album raggiunse la terza posizione permanendovi per 20 settimane.

## Brani
L'album, come il suo precedente, contiene in gran parte cover di brani rhythm and blues oltre a tre composizioni originali di Mick Jagger e Keith Richards e a due a nome dell'intero gruppo sotto lo pseudonimo di Nanker Phelge. Contiene la prima delle due versioni del gruppo di Time Is on My Side, brano di Jerry Ragovoy, con un  organo elettronico prominente al posto della chitarra elettrica della seconda versione.

## Copertina
La Decca utilizzò la stessa copertina, tranne la scritta, usata per il secondo album britannico della band, The Rolling Stones No. 2 , dello stesso anno.

## Tracce
1. Around and Around – 3:03 (Berry)
2. Confessin' the Blues – 2:47 (McShann, Brown)
3. Empty Heart – 2:37 (Nanker Phelge)
4. Time Is on My Side – 2:53 (Meade)
5. Good Times, Bad Times – 2:30 (Jagger, Richards)
6. It's All Over Now – 3:26 (B.Womack, S.Womack)
7. 2120 South Michigan Avenue – 3:38 (Nanker Phelge)
8. Under the Boardwalk – 2:46 (Resnick/Young)
9. Congratulations – 2:29 (Jagger, Richards)
10. Grown Up Wrong – 2:05 (Jagger/Richards)
11. If You Need Me – 2:04 (Bateman, Pickett)
12. Susie Q – 1:50 (Broadwater, Lewis, Hawkins)

## Formazione
- Mick Jagger – voce, armonica, percussioni
- Keith Richards – chitarra, cori
- Brian Jones – chitarra, armonica, tamburello, cori
- Bill Wyman – basso, cori
- Charlie Watts – batteria, tamburello

Altri musicisti
- Ian Stewart – pianoforte, organo

## Classifiche
| Anno | Classifica | Posizione |
| ---- | ---------- | --------- |
| 1964 | Billboard  | N. 3      |